# موسیش
موسیش (به فرانسوی: Mussig) یک کمون در فرانسه با جمعیت ۱٬۱۳۱ نفر است که در Canton of Marckolsheim واقع شده‌است.